# Ikarus 255
Ikarus 255 — междугородный автобус венгерской компании Ikarus, последователь популярной модели Ikarus 55 в новой, «двухсотой», серии и предшественник известного Ikarus 256. Имел рессорную подвеску, двигатель Raba (предсерийные образцы комплектовались двигателями Csepel D-614) и коробку передач. Посадочных мест — 43, мощность 192 л.с. Использовался на коротких (до 200 километров) междугородных трассах, в том числе во многих городах в качестве автобуса-экспресса в аэропорт, а также — для перевозки иностранных туристов. Автобус был короче 250-й модели на 1 метр, вследствие чего расстояние между спинками сидений было меньше, а в конце салона не было холодильника.
Первые опытно-промышленные партии выпущены в 1971 году, а серийное производство началось в 1972 году. Новая модель должна была заменить Ikarus 55. 255-й Ikarus некоторое время выпускался параллельно с новой, 256-й моделью. Значительная часть (16 219 экземпляров) произведённых автобусов отправлялись в СССР, для которого красились в тёмно-красный цвет с белым низом,  либо в белый цвет с красным низом. Большинство автобусов, поставленных в СССР до 1975 года, оснащались дополнительными фарами, a над лобовым стеклом иногда прикреплялся прожектор. Модель снята с производства в 1983 году, уступив место на конвейере более комфортной модели Ikarus 256. Всего по 1983 год было выпущено 24 187 автобусов этой модели и ещё 9 — до 1991 года.